# Euphorbia cryptocaulis
Euphorbia cryptocaulis là một loài thực vật có hoa trong họ Đại kích. Loài này được M.G.Gilbert mô tả khoa học đầu tiên năm 1987.